# San Pietro in Lama
San Pietro in Lama é uma comuna italiana da região da Puglia, província de Lecce, com cerca de 3.509 habitantes. Estende-se por uma área de 7 km², tendo uma densidade populacional de 501 hab/km². Faz fronteira com Copertino, Lequile, Monteroni di Lecce.

## Demografia
| Variação demográfica do município entre 1861 e 2011                               |
|                                                                                   |
| Fonte: Istituto Nazionale di Statistica (ISTAT) - Elaboração gráfica da Wikipedia |